# Nigel de Grey
Nigel de Grey (* 27. März 1886; † 25. Mai 1951) war ein britischer Kryptoanalytiker. Während des Zweiten Weltkrieges trug er in der Government Code and Cypher School (G.C. & C.S.) (deutsch etwa: „Staatliche Code- und Chiffrenschule“) im englischen Bletchley Park zum Bruch der deutschen Rotor-Schlüsselmaschine Enigma bei.

## Leben
Nigel genoss seine Schulausbildung am Eton College, wo er Französisch und Deutsch lernte. Im Jahr 1907 begann er sein Berufsleben im Verlagshaus William Heinemann in London. Drei Jahre später heiratete er. Als 1914 der Erste Weltkrieg ausbrach, meldete er sich zur Royal Naval Volunteer Reserve und diente an der Westfront in Belgien. Im Kriegsjahr 1915 wurde er zum heute berühmten Room 40 versetzt, einer damals geheimen nachrichtendienstlichen Abteilung der britischen Marine, die sich mit Kryptanalyse (englisch cryptanalysis), also der Entzifferung des verschlüsselten feindlichen Nachrichtenverkehrs befasste. Zusammen mit „Dilly“ Knox und William Montgomery entzifferte er am 17. Januar 1917 das Zimmermann-Telegramm, wodurch in der Folge der amerikanische Eintritt in den Krieg gegen Deutschland ausgelöst wurde. De Grey wurde daraufhin zum Leiter des Mittelmeer-Referats des britischen Naval Intelligence Department (NID) (Marine-Nachrichtendienst) ernannt. Hier arbeitete er in Verbindung mit der italienischen Marine gegen den österreichisch-ungarischen Nachrichtenverkehr.
Während des Zweiten Weltkriegs kam Nigel de Grey nach Bletchley Park (B.P.). Auf dem Gelände dieses englischen Landsitzes in der Grafschaft Buckinghamshire befand sich während des Zweiten Weltkriegs die G.C. & C.S., also die militärische Dienststelle, die sich erfolgreich mit der Entzifferung des mithilfe der ENIGMA verschlüsselten deutschen Nachrichtenverkehrs befasste. Am 28. März 1943 verfasste er, damals als die Nummer 2 von B.P., eine ironische Denkschrift, die sein Chef, Commander (Fregattenkapitän) Edward Travis, mit den Worten kommentierte, sie enthalte „eine große Menge Wahrheit“ (im englischen Original: a great many truths).
Nach dem Krieg blieb er bei der G.C. & C.S., die kurz darauf in GCHQ für Government Communications Headquarters (deutsch: Regierungskommunikationszentrale) umbenannt wurde, und wurde dort Deputy Director (DD) (stellvertretender Direktor) eines Teams, das sich mit verschlüsselten sowjetischen Kabelverbindungen befasste. Im Jahr 1951 wurde er pensioniert und verstarb kurz darauf an einem Herzinfarkt in der Londoner Oxford Street.